# توماس بيكر
توماس بيكر (6 يوليو 1981 في المملكة المتحدة - ) (بالإنجليزية: Thomas Baker)‏ هو لاعب كريكت بريطاني. لعب مع نادي مقاطعة يوركشاير للكريكت ‏.

## وصلات خارجية
- توماس بيكر على موقع إي آس بي آن كريك إنفو (الإنجليزية)